# Leo van de Putte
Levinus Abraham (Leo) van de Putte (Rotterdam, 20 maart 1914 – Deventer, 31 oktober 2012) was een Nederlands hoogleraar stromingsleer aan de TU Delft.

## Loopbaan
Van de Putte volgde de Technische Hogeschool te Delft en deed in 1937 zijn kandidaatsexamen voor natuurkundig ingenieur. Hij was later werkzaam als hoogleraar in de stromingsleer. Hij gaf aan de universiteit onder meer colleges in de inleiding van de stromingsleer en publiceerde in 1955 Technische Stromingsleer (Technische Hogeschool, 1955) en in 1975 Stromingsleer (Elsevier, 1975). Andere publicaties waren Stroming en warmteoverdracht deel I (1976) en deel II (1978).